# ميكي روكي
ميغيل روكي فاريرو (بالإسبانية: Miki Roqué) (8 يوليو 1988 - 24 يونيو 2012)، لاعب كرة قدم إسباني.
بدأ ميكى مسيرته الكروية القصيرة مع نادى ليدا الأسباني وانتقل إلى فريق الشباب لليفربول الأنجليزى في عام 2005 وحتي عام 2009 قبل أن ينضم إلى نادي ريال بيتيس الأسباني ويتم تصعيده إلى الفريق الأول موسم 2010-2011.
وظهر المدافع الراحل في 12 مباراة بقميص بيتيس، قبل أن يقضي أغلب الموسم الماضي في غرف الجراحة وذلك بسبب مرض السرطان الذي اكتشف الاطباء اصابته به في 2011 حيث انتهى صراعه مع سرطان بوفاته.

## روابط خارجية
- ميكي روكي على موقع الاتحاد الأوربي (الإنجليزية)
- ميكي روكي على موقع قاعدة بيانات كرة القدم.إي يو (الإنجليزية)
- ميكي روكي على موقع Soccerbase.com (لاعب) (الإنجليزية)
- ميكي روكي على موقع Soccerway.com (الإنجليزية)
- ميكي روكي على موقع عالم كرة القدم.نت (الإنجليزية)
- ميكي روكي على موقع كووورة